# Dolli Irigoyen
Dolli Beatriz Irigoyen Fontaine (General Las Heras, Buenos Aires; 19 de diciembre de 1951) es una cocinera, docente y empresaria gastronómica argentina.

## Biografía
Nacida en la localidad bonaerense de General Las Heras, su contacto con la cocina comenzó en la cocina familiar a temprana edad. A los 24 años comenzó su primer emprendimiento de pastelería en su pueblo natal, trabajo que compaginaba junto a su profesión de docente en una escuela rural. Años más tarde recibió la oportunidad de encargarse del restaurante del club social de Las Heras, siendo este su inicio en el área.
Después de aquella experiencia, fue contratada por Carrefour para el armado de la pastelería y de la fábrica de pastas de la sucursal de San Isidro. Para evitar los trayectos entre su pueblo y el Área Metropolitana de Buenos Aires, Irigoyen decidió establecerse en la Capital Federal junto a su familia, donde empezó a dictar clases de cocina y más tarde realizar su debut televisivo en Canal 7 y después en la señal de cable Utilísima.
Durante la década de 1990, Dolli expandió su negocio gastronómico y abrió dos restaurantes en Buenos Aires. En agosto de 1998, decidió cerrar su restaurante en Avenida Figueroa Alcorta y Tagle, barrio porteño de Palermo, ya que en 18 meses de abierto, sufrió 18 atracos. Después de estos acontecimientos, Irigoyen recibió la invitación de formar parte del canal de cable El Gourmet, con la cual ganaría reconocimiento en toda Hispanoamérica.
Asimismo, fue reconocida también con el premio Santa Clara de Asís, y durante dos años consecutivos (2001-2002) recibió el premio Martín Fierro en el rubro mejor programa de cable de cocina de la Argentina. En el ámbito internacional, Irigoyen presidió dos veces el Bocuse d'Or y es miembro de la Académie culinaire de France por su aporte a la gastronomía latinoamericana.

## Obras
- 2000: Dolli Irigoyen en su cocina: la colección.
- 2014: Producto Argentino.
- 2017: Frascos.

## Televisión
- Chef dixit
- Chile de Sur a Norte
- Cocina de Autor (Dolli)
- Cocina Regional Argentina
- Descubriendo sabores con Dolli
- Dolli en Jujuy
- Dolli en su cocina
- Dolli y Gross. Cocina entre amigos.
- Esencialmente Dolli
- Esencialmente Dolli 2004
- Especial Navidad Gourmet
- Especiales de Dolli
- Navidad con Dolli
- Recetas de estación con Dolli
- Te Estoy Esperando. Dolli Irigoyen
- Una pausa en la montaña. Dolli en Mendoza
- Familias Frente a Frente (2018)
- MasterChef Celebrity Argentina – 1º temporada (2020-2021) (Participación especial y jurado en reemplazo de Germán Martitegui)
- MasterChef Celebrity: After Hour (2021) - Jurado (programa web)
- Bake Off Argentina (3° temporada) - Jurado Principal.
- MasterChef Celebrity Argentina - Tercera temporada (en remplazo de Donato de Santis)
- Pasaplatos el restaurante -Jurado
- El gran premio de la cocina -Jurado